# Alto Alentejo
L'Alto Alentejo è una subregione statistica del Portogallo, parte della regione dell'Alentejo, divisa tra il Distretto di Portalegre ed un comune del Distretto di Évora. Confina a nord con il Pinhal Interno Sud e la Beira Interna Sud, ad est con la Spagna, a sud con l'Alentejo Centrale e ad ovest con la Lezíria do Tejo ed il Medio Tago.

## Suddivisioni
Comprende 15 comuni:
- Alter do Chão
- Arronches
- Avis
- Campo Maior
- Castelo de Vide
- Crato
- Elvas
- Fronteira
- Gavião
- Marvão
- Monforte
- Mora
- Nisa
- Ponte de Sôr
- Portalegre